# 柚木馥
柚木 馥（ゆのき ふく、1935年11月22日 - 2007年1月30日）は、日本の障害児教育研究者。岐阜大学名誉教授。

## 来歴
群馬県出身。1958年東京教育大学教育学部特殊教育専攻卒、1965年北海道大学大学院教育学研究科博士課程満期退学、岐阜大学教育学部講師、助教授、教授、1999年定年退官、名誉教授、桜花学園大学教授。1999年「知的障害者の法外小規模施設における教育実践」で北海道大学より博士（教育学）の学位を取得。

## 著書
- 『障害児保育の方法』教育出版 1978
- 『ふく先生の障害をもつ子の保育相談室』コレール社 1986
- 『発達の遅れた子どものことばと生活の指導』全国心身障害児福祉財団 両親指導の手引書 1992
- 『知的障害者の生涯福祉 その実践的アプローチ』コレール社 1995
- 『臨床家のための障害児保育入門』コレール社 1995
- 『知的障害者の法外小規模施設における教育実践』コレール社 1998

### 共編著
- 『精神薄弱児の学校劇 その理論と実践』藤村文雄共著 協同出版 1969
- 『話しことばの家庭治療』森上史朗共編 日本文化科学社 1970
- 『ことばの遅れと障害の家庭指導』森上史朗共編 教育出版 1974
- 『発達の遅れた子どもの家庭指導』森上史朗共編 教育出版 1975
- 『教育臨床心理学』鈴木克明,清水貞夫共著 田研出版 1976
- 『言語指導の遊びと教具』編著 学習研究社 養護・訓練指導ハンドブック 1976
- 『障害をもつ子どもの遊びの日常指導』森上史朗共編 教育出版 1976
- 『障害をもつ子どもの症状別日常指導』森上史朗共編 教育出版 1976
- 『新しい障害児教育 統合教育の実践をめぐって』鈴木克明共編著 学苑社 障害児教育シリーズ 1977
- 『講座障害児教育 3 障害児教育の展開 1』大塚明敏共編著 福村出版 1977
- 『障害をもつ子どもの学習の日常指導』森上史朗共編 教育出版 1977
- 『重度・重複障害児の教育』鈴木克明共編著 学苑社 障害児教育シリーズ 1977
- 『保育実践講座 第10巻 治療保育のすすめ方』森上史朗共編著 第一法規出版 1977
- 『障害児の言語治療教育』森上史朗共編著 学苑社 障害児教育シリーズ 1979
- 『心身障害児の保育』鈴木克明共編著 学苑社 障害児教育シリーズ 1979
- 『言語発達遅滞の治療教育』鈴木克明共編著 学苑社 治療教育シリーズ 1981
- 『障害をもつ子どもの親の悩み相談室 百問百答』岐阜県言語障害児をもつ親の会共編 教育出版 1981
- 『講座・障害児の発達と教育 第5巻 発達と指導 3 言語』宮本茂雄共編著 学苑社 1982
- 『講座・障害児の発達と教育 第7巻 発達と指導 5 情緒・社会性』宮本茂雄共編著 学苑社 1982
- 『障害児保育12か月』編著 中央法規出版 1983
- 『図解障害児保育事典 子どもの発達・障害・社会資源』林邦雄共編 中央法規出版 1984
- 『障害幼児の保育セミナー』白崎研司、松波和子、鈴木克明、林邦雄共編 コレール社 1985
- 『思考力を育てる』白崎研司共編著 コレール社 保育技術シリーズ ことばを育てる 1987
- 『表現力を育てる』阿部直美共編著 コレール社 保育技術シリーズ ことばを育てる 1987
- 『文字を育てる』向野幾世共編著 コレール社 保育技術シリーズ ことばを育てる 1987
- 『理解力を育てる』松波和子共編著 コレール社 保育技術シリーズ ことばを育てる 1987
- 『発音を育てる』伊藤静代共編著 コレール社 保育技術シリーズ ことばを育てる 1987
- 『障害児教育総論』林邦雄,細村迪夫共編著 コレール社 1991
- 『初語獲得の言語指導』編著 コレール社 1991
- 『新・言語指導の遊びと教具』編著 学習研究社 養護・訓練指導ハンドブック 1993
- 『知的障害をもつ青年 巣立つ青年』伊藤征治,中坪晃一共編著 コレール社 1995
- 『教育臨床の基礎』編著 コレール社 「講座」障害幼児の教育臨床 2000
- 『教育臨床の実践』編著 コレール社 「講座」障害幼児の教育臨床 2000
- 『地域に生きるということ 私たちの教育臨床の「立場」とその歩み』編著 コレール社 2003

### 翻訳
- ゲルダ・ティーメ『自閉の扉をひらく わが子ダークとの16年』中野善達共訳 福村出版 1980
- ビッキィ M.J., ロバータ A.W.『発達の遅れた子どものステップ指導』鈴木克明共編訳 学苑社 1979-1980
- ドンロン,バートン『障害の重い子どもの指導 その実践的アプローチ』教育出版 1983
- シェナン・V.『発達の遅れた子どもの看護とケアー』共訳 学苑社 1983